# Anthony Quayle
Sir John Anthony Quayle (Ainsdale, Southport, Lancashire, Egyesült Királyság, 1913. szeptember 7. – Chelsea, London, 1989. október 20.) Primetime Emmy-díjas brit (angol) színpadi, film- és televíziós színész, színházi rendező, színházigazgató, író. A Brit Birodalom Rendje parancsnoki fokozatának birtokosa (CBE).

## Élete

### Származása, pályakezdése
Ainsdale faluban született, Lancashire grófságban, amely ma Southport része, Sefton „borough” választókörzetben, Merseyside megyében. Felmenői „Manx”-ok, azaz Man-szigetéről származtak. A worcestershire-i Abberley Hall magániskolába, és a rugby-i középiskolába járt. Zenés színpadokon lépett fel, 1932-ben a londoni Old Vic társulatában kezdett dolgozni, közben kijárta a londoni Royal Academy of Dramatic Art (RADA) színiakadémiát, ahol 1933-ban diplomát szerzett. 1936-ban kijutott a New York-i Broadway-ra, itt William Wycherley The Country Wife c. komédiájában szerepelt.

### A második világháborúban
A brit hadsereg tisztjeként szolgált a második világháborúban. A northumberlandi területvédelmi erők egyik parancsnokságát vezette.
Később őrnagyi rangban a Különleges Bevetési Egységekhez (Special Operations Executive, SOE) került, és az albániai partizánok összekötő tisztjeként dolgozott a Balkánon. A feladat nagyon megviselte, a partizánok kíméletlen módszerein megütközött, de hiába próbált más beosztásba kerülni. Élményeiről sohasem beszélt nyilvánosan. Eight Hours from England című novellájában fiktív történetként írta le, aminek tanúja volt. 1943-ban Gibraltár kormányzójának segédtisztje volt. Władysław Sikorski lengyel tábornok-politikus repülőgépe az ő szolgálati idejében (1943. július 4-én) zuhant le, közvetlenül a Gibraltárból való felszállás után, máig tisztázatlan körülmények között. Gibraltárnál szerzett tapasztalatairól Quayle a második, On Such a Night című novellájában számolt be.

### Színészi pályája
1948–1956 között a Shakespeare Memorial Theatre (ma Royal Shakespeare Theatre) igazgatója volt, és előkészítette a Royal Shakespeare Company színházművészeti társaság megalakítását. Kiváló Shakespeare-színész volt, alakította Falstaffot, Othellót, VIII. Henriket, és a Sok hűhó semmiértben Benedeket. Aaront játszotta a Titus Andronicusban, ahol Laurence Olivier volt a címszereplő. Fontos szerepeket alakított újkori és kortárs színművekben is. Kiváló Mosca volt Ben Jonson Volponéjában.
A filmszakmában apró, névtelen szerepekkel debütált már a háború kitörése előtt. A Pygmalion (1938) című filmben Eliza olasz fodrászát alakította. Az 1950-es évek elejétől komolyabb filmszerepeket kapott, 1956-ban tengerésztisztet játszott a A River Plate-i csatában, és szerepelt Alfred Hitchcock: A tévedés áldozata című thrillerjében. Hadviselt katonatiszti múltjával kiválóan és hitelesen alakított (elsősorban brit) katonákat, haditengerészeket, hadvezéreket. J. Lee Thompson rendező Sivatagi támadás (1958) c. háborús filmjében az észak-afrikai hadszíntéren harcoló Captain van der Poel kapitányt alakította, a szerepért 1959-ben jelölték a a legjobb férfi főszereplőnek járó BAFTA-díjra.
1952-ben kitüntették A Brit Birodalom Rendje parancsnoki osztályával (CBE). 1955-ben lovaggá ütötték, ettől kezdve viselhette a Sir előnevet.

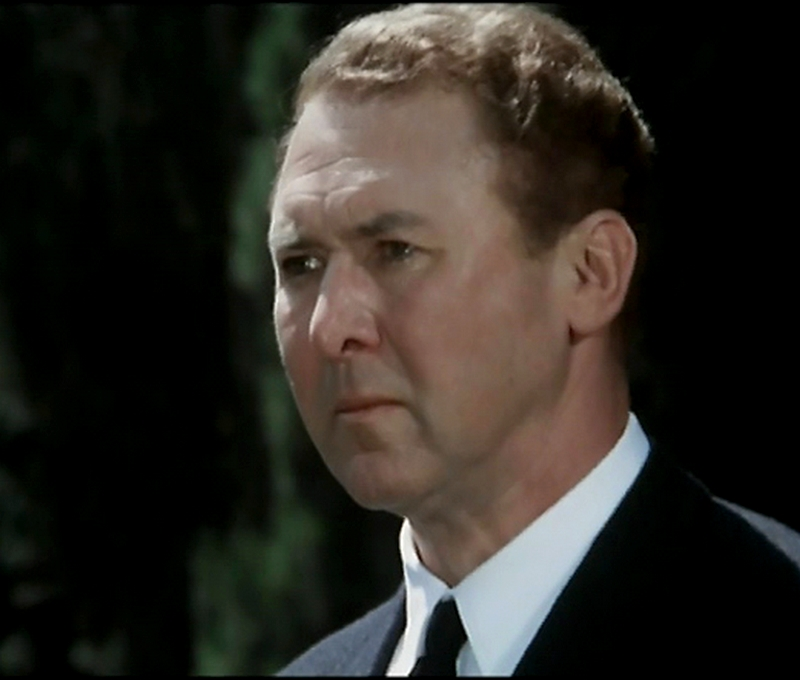
A megnemértett c. filmben (rendezte Luigi Comencini, 1966)

Hasonló, harcos karaktereket  alakított J. Lee Thompson rendező Navarone ágyúi (1961) című háborús filmjében, David Lean Arábiai Lawrence (1962) című életrajzi kalandfilmjében. Itt régi Old Vic-beli kollégáival és jóbarátaival, Alec Guinnesszel, Jack Hawkinsszal és Jack Gwillimmel játszott együtt. Római parancsnokot alakított Anthony Mann rendező A Római Birodalom bukása c. történelmi tablójában (1964). Wolsey bíborost, VIII. Henrik király államkancellárját formálta meg Charles Jarrott történelmi filmdrámájában, az Anna ezer napjában (1969). Ezért az alakításáért a legjobb férfi mellékszereplőnek járó Oscar-díjra jelölték (1970).
1970-ben ismét a New York-i Broadway-en szerepelt, Anthony Shaffer: A magánnyomozó (Sleuth) című színpadi krimijében. Teljesítményéért Quayle (színésztársával, Keith Baxterrel együtt) megkapta a New York-i kritikusok és szakújságírók Drama Desk Award nevű díját. Quayle ritka filmvígjátéki szerepeinek egyike volt a király alakítása Woody Allen Amit tudni akarsz a szexről… (1972) című szexkomédiájában, amelyet az Egyesült Államokban forgattak.
Az 1970-es évek közepén szerződéses színésztanárként dolgozott Knoxville-ben, a Tennessee-i Egyetemen. Sikeres színházi turnékat szervezett Nagy-Britanniában és az USA-ban is. Színtársulatokat alapított és indított útjukra mindkét országban. Számos televíziós sorozatban szerepelt. 1970-ben narrátorként működött a BBC televízió VIII. Henrik hat felesége c. történelmi dokumentumsorozatában. 1981-ben a Masada c. ókori történelmi filmsorozatban a római vezért, Rubrius Galliust alakította. 1988-ban Villers francia tábornokot alakította az 1988-as Bourne-rejtélyben.

### Magánélete, elhunyta
Első házasságát 1934-ben Hermione Hannen (1913–1983) színésznővel, 1941-ben elváltak. 1947-ben újranősült, Dorothy Hyson (1914–1996) színésznőt vette el, aki Quayle haláláig vele maradt. A második házasságból három gyermek született, Jenny, Rosanna és Christopher. Egyik leányuk, Jenny Quayle (*1950) szintén színésznő lett. Anthony Quayle 1989-ben, 76 éves korában hunyt el Londonban, májrák következtében.

## Főbb filmszerepei
- 1935: Moscow Nights; Ványa orosz katona (név nélkül)
- 1938: Pygmalion; fodrász (név nélkül)
- 1948: Hamlet; Marcellus
- 1948: Tánc a halott szerelmesekért (Saraband for Dead Lovers); Durer
- 1956: A River Plate-i csata (The Battle of the River Plate); Harwood parancsnok, a MS Ajax kapitánya
- 1956: A tévedés áldozata (The Wrong Man); Frank D. O’Connor
- 1958: Sivatagi támadás (Ice Cold in Alex); Van der Poel százados
- 1961: Navarone ágyúi (The Guns of Navarone); Roy Franklin őrnagy
- 1962: Lázadó hajó (H.M.S. Defiant / Damn the Defiant!); Vizard
- 1962: Arábiai Lawrence (Lawrence of Arabia); Brighton ezredes
- 1964: Az angyal kalandjai (The Saint), tévésorozat; Lord Thornton Yearley
- 1964: A Római Birodalom bukása (The Fall of the Roman Empire); Verulus
- 1965: A Crossbow akció (Operation Crossbow); Bamford
- 1966: A mák virága is virág (Poppies Are Also Flowers); Vanderbilt százados
- 1966: A megnemértett – Apa és fia (Incompreso: Vita col figlio); Sir John Edward Duncombe
- 1969: Mackenna aranya (Mackenna’s Gold); idősebb angol férfi
- 1969: Anna ezer napja (Anne of the Thousand Days); Wolsey bíboros
- 1970: VIII. Henrik hat felesége (The Six Wives of Henry VIII), tévé-minisorozat; narrátor
- 1972: Amit tudni akarsz a szexről… (Everything You Always Wanted to Know About Sex * But Were Afraid to Ask); a király
- 1973: A Nelson-ügy (Bequest to the Nation); Lord Minto
- 1974: A királynő törvényszéke (QB VII), tévé-minisorozat; Tom Banniester
- 1974: Kémek keringője (The Tamarind Seed); Jack Loder
- 1974: Szép remények (Great Expectations); tévéfilm; Jaggers
- 1974: Mózes, a törvényhozó (Moses the Lawgiver), tévé-minisorozat; Áron
- 1976: The Story of David, tévéfilm; Saul király
- 1976: A borzalom 21 órája (21 Hours at Munich), tévéfilm; Zví Zamir tábornok
- 1976: A sas leszállt (The Eagle Has Landed); Canaris tengernagy
- 1977: Törvényes gyilkosság (Murder by Decree); Sir Charles Warren
- 1979: IV. Henrik, 1. rész (The First Part of King Henry the Fourth…), Sir John Falstaff
- 1979: IV. Henrik, 2. rész (The Second Part of King Henry the Fourth…), Sir John Falstaff
- 1981: Masada; tévé-minisorozat, Rubrius Gallus
- 1981: Dial „M” for Murder, tévéfilm; Hubbard felügyelő
- 1981: Meghökkentő mesék (Tales of the Unexpected), tévésorozat, „The Last Bottle in the World” epizód; Kyros Kassoulas
- 1981: Újvilági rapszódia (The Manions of America), tévé-minisorozat; Lord Montgomery
- 1985: Kulcs a Manderley-házhoz avagy fedőneve Rebecca (The Key to Rebecca), tévéfilm; Abdullah
- 1988: A Bourne-rejtély (The Bourne Identity); tévé-minisorozat; François Villiers tábornok
- 1989: Confessional; tévésorozat; a pápa
- 1990: King of the Wind; Lord Granville